# كورتيس فراي
كورتيس فراي (بالإنجليزية: Curtis Frye)‏ هو مدرب رياضي أمريكي، ولد في 20 أكتوبر 1951م.